# Zerihun Gizaw
Zerihun Gizaw (21 maart 1965) is een voormalige Ethiopische langeafstandsloper, die gespecialiseerd was in de marathon.

## Loopbaan
Zijn grootste prestatie boekte Gizaw op 13 mei 1990 met het winnen van de marathon van Amsterdam. Met een finishtijd van 2:11.52 bleef hij de Tanzaniaan John Burra, de winnaar van 1987, een kleine minuut voor. Twee jaar later werd hij achtste op de marathon van Londen met een persoonlijk record van 2:11.25.
In 1994 schreef hij de marathon van Helsinki op zijn naam met een tijd van 2:20.18.

## Persoonlijke records
| Onderdeel      | Prestatie | Datum         | Plaats |
| -------------- | --------- | ------------- | ------ |
| halve marathon | 1:02.30   | 9 april 1995  | Parijs |
| marathon       | 2:11.25   | 12 april 1992 | Londen |

## Palmares

### halve marathon
- 1995: 10e halve marathon van Parijs - 1:02.30

### marathon
- 1989: 31e marathon van Chicago - 2:28.01
- 1990:  marathon van Amsterdam - 2:11.52
- 1990: 6e marathon van Seattle - 2:20.47
- 1991:  marathon van Sevilla - 2:11.59
- 1991: 49e marathon van Londen - 2:15.08
- 1991: 15e marathon van Fukuoka - 2:16.01
- 1992: 8e Londen Marathon - 2:11.25
- 1992: 61e OS - 2:28.25
- 1993: 27e marathon van Tokio - 2:24.45
- 1994:  marathon van Helsinki - 2:20.18
- 1994:  marathon van Dublin - 2:17.47
- 1995:  marathon van Dublin - 2:18.36
- 1996: 5e marathon van Vigarano Mainarda - 2:16.29
- 1996: 8e marathon van Homebush - 2:17.40
- 1996:  marathon van Melbourne - 2:22.40
- 1997:  marathon van Canberra - 2:24.46